# Sociologie
Sociologia este știința socială ce studiază regulile sociale și procesele care leagă și separă oamenii, nu numai ca indivizi dar și ca membri ai asociațiilor, grupurilor și instituțiilor. Termenul a fost propus de către Auguste Comte.
Sociologia constă în studiul vieții sociale umane, a grupurilor și societăților. Este un demers îndrăzneț și de mare responsabilitate, întrucât subiectul ei este rezultatul propriului nostru comportament ca ființe sociale. Sociologia poate fi definită ca fiind studiul sistematic al societăților umane, punând accent în special pe sistemele moderne industrializate.
Gândirea în termeni sociologici înseamnă a cultiva imaginația. Munca sociologică depinde de ceea ce autorul american C.Wright Mills numea „imaginația sociologică”. Unele dintre cele mai răspândite metode de investigare ale sociologiei sunt: interviul, sondajul de opinie și observația socială.

## Structura socială
Conceptul de structură socială pornește de la faptul că ansamblul social al vieții noastre nu constă doar din însușiri întâmplătoare, ci din evenimente și acțiuni structurate. În studiul acțiunii umane se face o distincție între scopul comportamentului – ceea ce intenționăm să facem, să se întâmple - și consecințele neintenționale. Uneori acțiunile întreprinse cu un anumit scop au consecințe fără legătură sau care chiar împiedică îndeplinirea acelui scop. Sarcina sociologiei e de a studia echilibrul rezultat dintre reproducerea socială și transformarea socială la schimbările prin care trece aceasta.
Fundalul pe care și-au făcut apariția originile sociologiei îl reprezintă seria de schimbări radicale produse de Revoluția Franceză în 1789 și Revoluția industrială în Europa. Factorul cheie a fost folosirea științei în locul religiei. În constituirea gândirii sociologice un rol important l-a avut autorul francez Auguste Comte, creatorul cuvântul sociologie (el a folosit de fapt „fizică socială”). Credea că poate cunoaște societatea cu ajutorul științei, și o considera ultima știință care deriva din fizică, chimie și biologie.

## Metodologia cunoașterii sociologice
În cercetarea sociologică s-au creat și dezvoltat mai multe orientări metodologice. Unii specialiști au făcut clasificarea metodelor de cercetare socială după criterii foarte diferite. Considerăm câteva dintre ele.

#### Clasificarea lui Brian Fay
Utilizând criteriul metodologiei utilizate și a finalității practic politice a discursului teoretic, Brian Fay (en) a constatat că există trei orientări teoretice în sociologie, anume: orientări pozitiviste, orientări interpretative și orientări critice. Sociologia pozitivistă ar utiliza modele statistico-matematice ale fenomenelor și proceselor sociale considerate ca obiecte manipulabile. Sociologia interpretativă implică o metodologie a înțelegerii și interpretării semnificațiilor sociale folosite în comunicarea grupală. Sociologia critică, după Brian Fay, sesizează și conștientizează aspectele disfuncționale și contradictorii din viața socială.

#### Clasificarea luiMircea Flonta
Folosește drept criteriu de clasificare calea producerii cunoștințelor. Distinge două orientări metodologice dominante: monismul metodologic și dualismul metodologic. Monismul metodologic afirmă unitatea metodei științei și orientează cercetarea în științele omului după modelul cercetării din științele naturii. Dualismul metodologic susține autonomia metodologică a cunoașterii sociologice...

#### Clasificarea luiCătălin Zamfir
Autorul distinge între strategia idealistă și strategia materialistă. Teza fundamentală a strategiei idealiste este că fenomenele sociale sunt determinate de ideile, reprezentările, și proiectele subiective ale membrilor colectivității. Faptele sociale sunt explicate prin fapte mentale. Realitatea socială este o obiectivare a constructelor subiective. Strategia materialistă de explicare explică faptele sociale prin alte fapte sociale fără a recurge la cauze exterioare eventual suprapuse de tip mentalist. Faptele sociale au o determinare imanentă.
Lazăr Vlăsceanu a utilizat criteriul principiilor teoretice care au generat un anumit mod de abordare a realității sociale. Este un criteriu cu relevanță metodologică după cum urmează.
Scopul fiind același - cunoașterea colectivității umane - cercetătorii societății au adoptat două atitudini metodologice principale în cunoașterea societății. Una dintre ele vine din convingerea că și umanitatea poate fi cunoscută pe aceeași cale pe care cunoaștem natura. O a doua atitudine în cunoașterea socialului pornește de la convingerea că obiectul cunoașterii sociologice este diferit de obiectul cunoașterii naturii și implicit trebuie ca subiectul cunoscător să utilizeze o modalitate diferită de cercetare aptă să surprindă specificul existenței omenești.
Orientarea metodologică ce vrea să extindă la social metodele specifice cunoașterii naturii poartă numele de orientare metodologică obiectivistă. Din contră, orientarea ce susține că realitatea socială este de esență diferită de natură, cerând mijloace specifice de cunoaștere, se numește orientare interpretativă, deoarece pentru ea obiectul social este esențialmente și ireductibil subiectiv.
Pe scurt, metoda obiectivistă consideră umanul ca obiect empiric iar metoda interpretativă consideră umanul ca existență sufletească. Evident de aici decurg consecințe imediat diferite în abordarea obiectului de cunoscut, în speță a societății umane.

#### Orientări metodologice obiectiviste
Pornind de la ipotezele privind natura socialului s-au născut și dezvoltat mai multe orientări metodologice obiectiviste. În prima fază, obiectivismul sociologic a fost practicat de Condorcet prin "fizica socială", și de empirismul clasic.

#### Pozitivismul sociologic
Auguste Comte a inițiat pozitivismul sociologic, considerând că dezvoltarea cunoașterii umane parcurge trei faze: teologică, metafizică și pozitivă. Faza pozitivă ar fi reprezentată tocmai de sociologie. Pozitivismul a fost dezvoltat de cercetări ulterioare. Sub influența pozitivismului logic al gânditorilor Cercului de la Viena a apărut astfel neopozitivismul, conform căruia fundamentul cunoașterii viabile este experiența, opunându-se filozofiei speculative asupra societății. Acest curent de gândire s-a numit și fenomenalism. Practica metodologică obiectivistă pune accentul pe defilozofarea discursului sociologic, generalizările empirice ce pot avea valoare de lege, formulările precise, integrabile în modele logico-matematice ale fenomenelor sociale, centrarea pe judecăți pur cognitive ce exclud judecățile de valoare și normative, scientizarea discursului sociologic prin urmarea modelului științelor naturii. Din aceste alegeri, sociologii pozitiviști au inițiat principii care le definesc metoda.

## Fondatori
Printre fondatorii clasici ai sociologiei se disting 5 personalități: Auguste Comte, Vilfredo Pareto, Ferdinand Tönnies, Émile Durkheim și Max Weber.
Karl Marx - a încercat și el să explice schimbările care aveau loc în timpul Revoluției Franceze în societate. S-a concentrat asupra legăturii dintre problemele economice și instituțiile sociale. Schimbările erau legate de dezvoltarea capitalismului.
Émile Durkheim - autor francez. După părerea lui sociologia pentru a deveni știință trebuia să studieze starea economiei și influența religiei. Primul său principiu a fost că sociologia „studiază faptele sociale ca niște lucruri”. Credea că tot ceea ce susține o societate sunt valorile și obiceiurile împărtășite de membrii ei. Diviziunea muncii înlocuiește treptat religia. S-a ocupat de analiza suicidului. Deși se pot aduce obiecții studiului lui Durkheim, acesta rămâne o lucrare clasică a cărei relevanță pentru sociologie este valabilă și azi.
Max Weber - a studiat religiile din China, India și Orientul Apropiat, comparând sistemele religioase. Weber conchidea că anumite aspecte ale Creștinismului (etica protestantă) au influențat puternic afirmarea capitalismului, consideră că mentalitatea colectivă constituie unul dintre factorii care determină schimbarea societății. Pentru el birocrația e un mod de organizare socială.
Michel Foucault și Jürgen Habermas - exponenți de seamă ai sociologiei moderne, printre cei mai importanți gânditori sociologi contemporani. M. Foucault a studiat apariția și structura câtorva din instituțiile fundamentale ale lumii moderne, ca cele disciplinare (închisoarea, spitalul, școala), bolile psihice, discursul public și cel științific, lansând concepte-cheie cum ar fi cel de guvernabilitate ori biopolitică. După Foucault sexualitatea nu a existat dintotdeauna, ci a fost creată în procesul dezvoltării sociale.
Habermas, influențat de Marx și Weber, crede că, în societățile capitaliste, schimbarea este permanent prezentă și revine la conceptul de Anomie al lui Durkheim, dar în manieră nouă și originală.

## Imagini

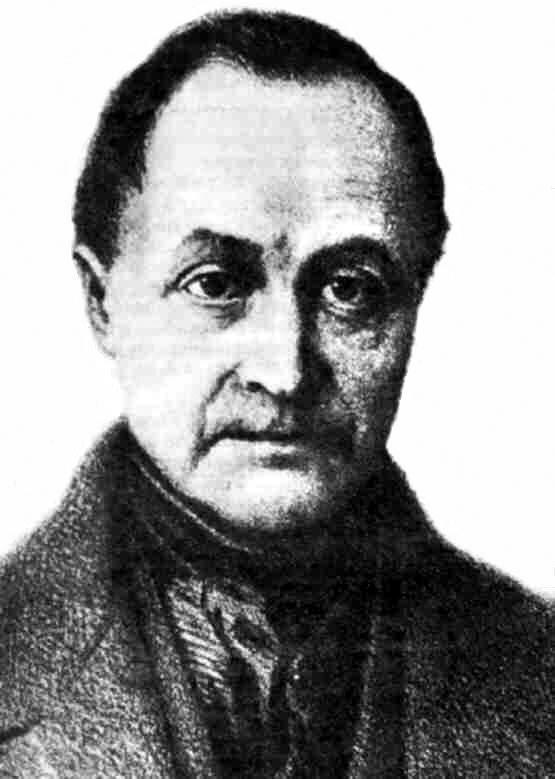
Auguste Comte
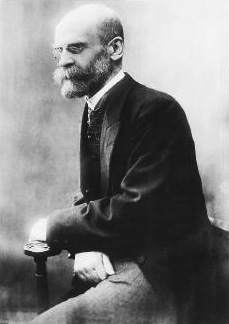
Émile Durkheim
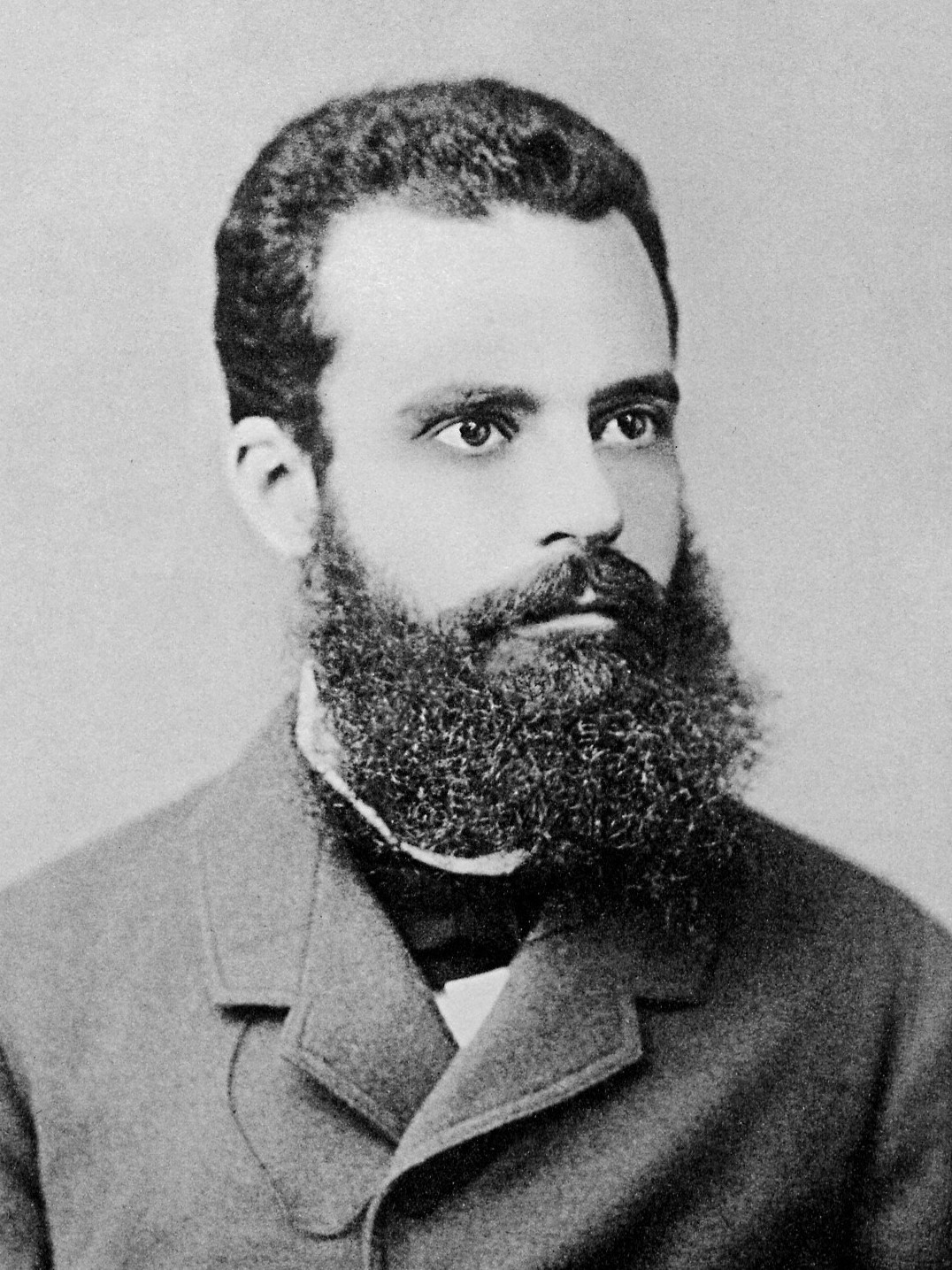
Vilfredo Pareto
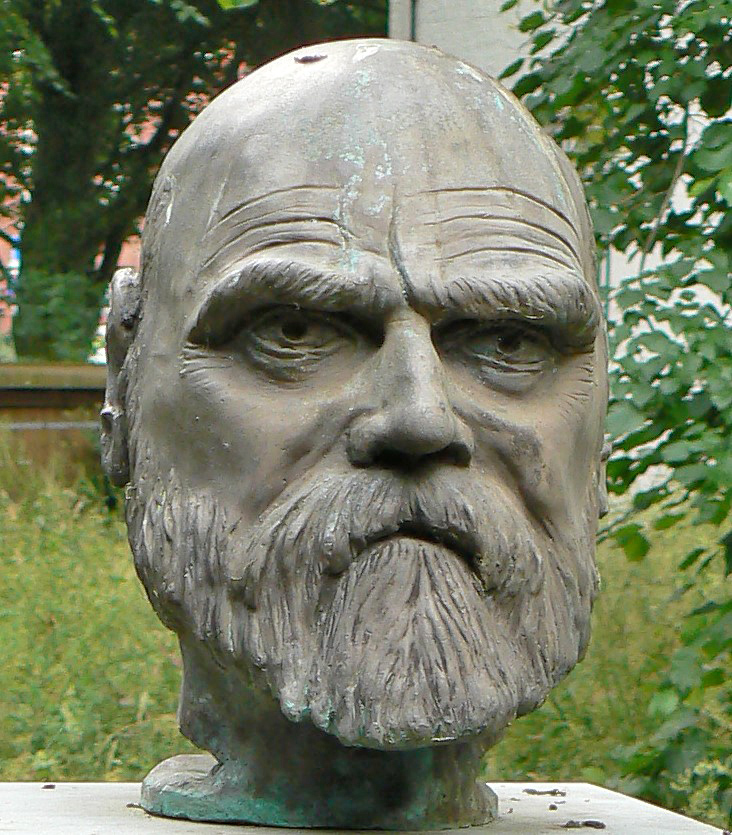
Ferdinand Tönnies
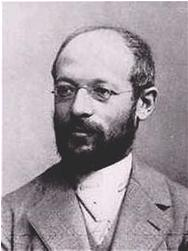
Georg Simmel
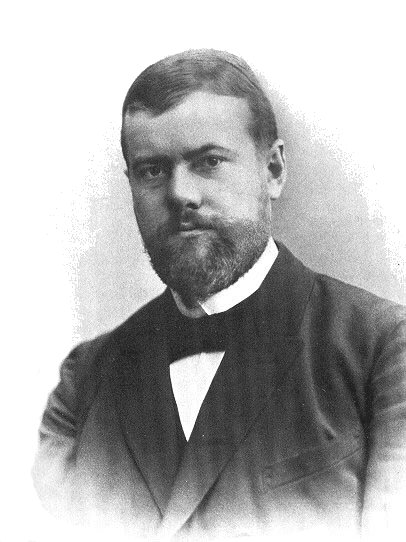
Max Weber